# Angersbach (Isen)

Makadam-Belag aus mit flüssigem Teer gebundener grobem Split auf einem Weg in Angersbach

Angersbach ist ein Gemeindeteil des Marktes Isen im oberbayerischen Landkreis Erding.

## Lage
Der Weiler Angersbach liegt in der Gemarkung Thonbach vier Kilometer südöstlich von Isen.

## Bevölkerungsentwicklung
Um 1871 gab es in Angersbach 15 Einwohner. Im Mai 1987 lebten dort 13 Einwohner in drei Wohngebäuden.
| Jahr      | 1871 | 1925 | 1950 | 1970 | 1987 |
| Einwohner | 15   | 14   | 14   | 20   | 13   |